# Traffik
Traffik é uma minissérie britânica de 1989 dirigida por Alastair Reid para o Channel 4. Estrelando Bill Paterson e Lindsay Duncan nos papeis principais, a minissérie deu origem anos mais tarde ao filme Traffic dirigido por Steven Soderbergh.

## Sinopse
Traffik narra uma história sobre produção, distribuição e consumo de drogas e sobre o fracasso das políticas públicas na inibição do uso e do tráfico e no tratamento da dependência.

## Elenco
- Bill Paterson ... Jack Lithgow
- Lindsay Duncan ... Helen Rosshalde
- Fritz Müller-Scherz ... Ulli
- Jamal Shah ... Fazal
- Talat Hussain ... Tariq Butt
- Vincenzo Benestante ... Domenquez
- Juraj Kukura ... Karl Rosshalde
- Ismat Shah Jahan ... Sabira
- Raahi Raza ... Khushal
- Roohi Raza ... Naseem
- Julia Ormond ... Caroline Lithgow
- Linda Bassett ... Rachel Lithgow

## Prêmios
| Ano  | Prêmio             | Categoria                          | Resultado |
| ---- | ------------------ | ---------------------------------- | --------- |
| 1989 | Emmy Internacional | Melhor Drama                       | Venceu    |
| 1990 | BAFTA Awards       | Melhor Série Dramática             | Venceu    |
| 1990 | BAFTA Awards       | Melhor Design                      | Venceu    |
| 1990 | BAFTA Awards       | Melhor Fotografia                  | Venceu    |
| 1990 | BAFTA Awards       | Melhor Edição de Som               | Venceu    |
| 1990 | BAFTA Awards       | Melhor Edição de Imagem            | Indicado  |
| 1990 | BAFTA Awards       | Melhor Trilha Sonora Original (TV) | Indicado  |